# Szilágyi György (politikus)
Szilágyi György (Budapest, 1966. november 11.) a Jobbik Magyarországért Mozgalom politikusa, 2010-től 2022-ig a párt országgyűlési képviselője.

## Élete
Szilágyi már kiskorában kapcsolatba került a sporttal, többek között a Ferencváros szurkolója, a '90-es években tagja volt a hírhedt ferencvárosi 2-es szektornak, amely akkoriban Magyarország legkeményebb huligáncsoportja volt. Ezen kívül tagságot viselt az FTC Baráti Körben, vezetője a Magyar Labdarúgó-szövetség Szurkolói Koordinációs Irodájának, alapító tagja a Ferencváros Szurkolók Szövetségének. A Fradi labdarúgó mérkőzéseire 2007-ig járt ki. Általános és középiskolai tanulmányait a budapesti Dugonics András Általános Iskola és Gimnáziumban végezte. Ezután elvégezte a Semmelweis Egyetem sportszervező-menedzser képzését. Korábban utazási irodát is üzemeltetett. Özvegy, két gyermeke van, a nagyobbik a Bíbor Enéh, a kisebbik Kincső Szüvellő.
Jelenlegi élettársa Váradi Anita 24 éves egy gyermekes anyuka. 

## A politikában

### MIÉP
A politizálást a MIÉP-ben kezdte. Bognár László parlamenti szakértőjeként tevékenykedett, aki a sportbizottság tagja volt. Ebben az időben szerepet vállalt a Pannon Rádiónál is. Amikor Bognár Lászlót 2003-ban kizárták a MIÉP-ből, és megalakult a Magyar Nemzeti Front, akkor Szilágyi is követte Bognárt.

### Jobbik
A Jobbikhoz 2008-ban csatlakozott, ahol előbb a Sportkabinet vezetője, majd Vona Gábor kabinetvezetője lett. 2009-ben főszervezőként részt vett a Nemzeti Egyletek mozgalmának elindításában. Elsődleges feladatának a korrupció elleni harcot tekinti, és a magyar embereket kívánja képviselni a multinacionális érdekekkel szemben.
A 2010-es országgyűlési választáson a Jobbik országos listájának 20. helyéről szerzett mandátumot. Az Sport- és turizmusbizottság tagja, majd alelnöke, Az elmúlt nyolc év kormányzati visszaéléseit vizsgáló albizottság, a Fogyasztóvédelmi bizottság és a A VOLÁNBUSZ Zrt. 2003-ban megalkotott reorganizációs programja végrehajtásának körülményeit vizsgáló bizottság tagja volt. 2010-2014 között 562 parlamenti felszólalása volt, 234 önálló és 92 nem önálló indítványt nyújtott be.
2011 óta a Jobbik budapesti elnöke és a párt Országos Választmányának tagja.
A 2014-es országgyűlési választáson a Jobbik országos listájának a 13. helyéről szerzett országgyűlési mandátumot. Jelenleg az Országgyűlés Törvényalkotási bizottságának tagja.
2017. május 8-án az Országgyűlésben Dömötör Csaba, a Miniszterelnöki Kabinetiroda parlamenti államtitkárának felszólalása után bekiáltotta, hogy „gyere ki, úgy nyakon b...szlak, hogy leszáll a fejed”. Később úgy nyilatkozott, hogy a Ház méltóságát sérti az indulatból történt felkiáltás – mellyel az államtitkár „arrogáns, nagyképű” válaszára és mutogatására reagált –, ezért bocsánatot kért a választópolgároktól (az államtitkártól nem).
A 2021-es magyarországi ellenzéki előválasztáson a Jobbik a Budapesti 14. sz. országgyűlési egyéni választókerületben indította, az LMP és a Mindenki Magyarországa Mozgalom támogatásával. Szilágyi György megnyerte az előválasztást.
A 2022-es választáson vereséget szenvedett a fideszes Dunai Mónikától, így nem jutott mandátumhoz.
2022-ben a Jobbik nemierőszak-botrányának egyik szereplője volt, amikor párttársai neki akarhattak üzenni élettársa megerőszakolásával.
2022-ben előkerült egy videó, amin a neo-náci Árja Testvériséget védelmezi.